# Tõnu Lepik
Tõnu Lepik (* 1. Mai 1946 in Tallinn) ist ein ehemaliger estnischer Weitspringer, der für die Sowjetunion startete.

## Leben
Bei den Europäischen Hallenspielen wurde er 1967 in Prag Vierter und gewann 1968 in Madrid Silber.
Einem fünften Platz bei den Olympischen Spielen 1968 in Mexiko-Stadt folgte Bronze bei den Europameisterschaften 1969 in Athen.
1970 siegte er bei den Halleneuropameisterschaften in Wien, und 1971 wurde er Siebter bei den Europameisterschaften in Helsinki.
1972 wurde er Fünfter bei den Halleneuropameisterschaften in Grenoble und 1974 Achter bei den Europameisterschaften in Rom.
Bei den Olympischen Spielen 1976 in Montreal schied er in der Qualifikation aus.
1967 und 1972 wurde er sowjetischer Hallenmeister.

## Persönliche Bestleistungen
- Weitsprung: 8,09 m, 18. Oktober 1968, Mexiko-Stadt
  - Halle: 8,05 m, 15. März 1970, Wien